# Neuwiedia griffithii
Neuwiedia griffithii es una especie de orquídea de hábito terrestre de la subfamilia Apostasioideae.

## Descripción
Es una orquídea de tamaño mediano, de hábito terrestre, prefiere un clima cálido. Crece con un tallo erecto que lleva 10 hojas ovadas a lanceoaladas o lineales, acuminadas, con la base peciolada. Tiene una inflorescencia erecta, mucho más corta que las hojas, de 10 a 14 cm de largo y densa de flores que lleva muchas flores no fragantes.
Esta especie puede ser distinguida de las otras por sus flores blancas, la inflorescencia que no es más larga que las hojas y las flores no son aromáticas.

## Distribución y hábitat
Es una especie terrestre que se encuentra en Vietnam, Malasia hasta el norte de Sumatra. Se encuentra en la tierra húmeda de los bosques o por los arroyos en alturas de alrededor de 150 metros. 

## Taxonomía
Neuwiedia griffithii fue descrita por Heinrich Gustav Reichenbach y publicado en Xenia Orchidacea 2: 215. 1874.
Etimología
Neuwiedia: nombre genérico que fue nombrado por Carl Ludwig von Blume en honor de Maximilian zu Wied-Neuwied (1782-1867).
griffithii: epíteto otorgado en honor de Griffith, médico inglés y recolector de orquídeas en los años 1800.